# Her One Mistake
Her One Mistake è un film muto del 1918 diretto da Edward J. Le Saint.

## Produzione
Il film fu prodotto dalla Fox Film Corporation.

## Distribuzione
Distribuito dalla Fox Film Corporation e presentato da William Fox, il film uscì nelle sale cinematografiche USA il 28 aprile 1918. Venne registrato al copyright con il titolo Miss Past and Miss Present.